# Terzo Rapporto IPCC
Il Terzo rapporto (TAR), Climate Change 2001, è una valutazione delle informazioni scientifiche e socio-economiche sul cambiamento climatico da parte del Gruppo intergovernativo sul cambiamento climatico (IPCC). L'IPCC fu fondato nel 1988 dal Programma delle Nazioni Unite per l'ambiente (UNEP) e dall'Organizzazione meteorologica mondiale (WMO) con il fine di valutare le informazioni scientifiche, tecniche e socio-economiche riguardo al cambiamento climatico, ai suoi potenziali impatti e alle opzioni per l'adattamento e la mitigazione degli stessi. 
Il terzo rapporto è stato aggiornato e superato dal Quarto Rapporto IPCC (AR4) pubblicato nel 2007.
Le dichiarazioni dell'IPCC e le informazioni dei suoi rapporti sono spesso utilizzate come riferimento a proposito del consenso scientifico sul cambiamento climatico, seppur con alcune critiche.

## Gruppi di lavoro
L'IPCC è organizzata in tre gruppi di lavoro (WG) e da una task force
- Il primo gruppo di lavoro (WGI) studia gli aspetti scientifici del clima.
- Il secondo gruppo di lavoro (WGII) studia le vulnerabilità, le conseguenze e le diverse alternative.
- Il terzo gruppi di lavoro (WGIII) studia le opzioni di limitazione e mitigazione degli effetti.
- La task force si occupa del programma sugli inventari nazionali dei gas serra.[2]

Rispetto al Secondo Rapporto IPCC (SAR) del 1995 il primo gruppo di lavoro copre le stesse aree d'interesse, mentre il secondo del il terzo gruppo si discostano leggermente.

## Conclusioni
Le principali conclusioni del Primo gruppo di lavoro (The Scientific Basis, Summary for Policymakers Archiviato il 7 marzo 2016 in Internet Archive. furono:
1. Un crescente numero di osservazioni forniscono una visione del riscaldamento globale e di altri cambiamenti al sistema climatico (la temperatura media globale è aumentata di 0.6 °C, le temperature sono aumentate negli ultimi quarant'anni nella troposfera, la copertura nevosa e l'estensione dei ghiacci si sono ridotte)
2. Le emissioni di gas serra ed aerosol dovuti alle attività umana continuano a modificare l'atmosfera con processi che ci si attende andranno ad influenzare il clima
3. La confidenza nella capacità dei modelli di predire il clima futuro è aumentato: complessi modelli climatici basati sulla fisica dei processi sono richiesti per fornire una stima dettagliata delle retroazioni e dei fenomeni regionali. Questi modelli non sono ancora in grado di simulare tutti gli aspetti del clima (ad esempio non sono ancora in grado di spiegare completamente il comportamento osservato nella variazione della temperatura superficiale dal 1979) e ci sono particolari incertezze associate con le nuvole e la loro interazione con la radiazione e l'aerosol. Ciò nonostante, la confidenza nella capacità predittiva di questi modelli è aumentata grazie alla loro capacità di predizione in un ampio intervalli temporale e spaziale[3]
4. Ci sono nuove e più forti evidenze che la maggior parte del riscaldamento osservato negli ultimi 50 anni è attribuibile alle attività umane
5. L'influenza delle azioni dell'essere umano continueranno a causare variazioni della composizione del clima per tutto il XXI secolo
6. La temperatura media terrestre e il livello del mare sono entrambi previsti in crescita in tutti gli scenari considerati dall'IPCC.

Il terzo rapporto di valutazione stima una sensibilità del clima al raddoppio della CO2 di 1.5-4.5 °C; si prevede che la temperatura media della superficie terrestre aumenterà tra 1.4 e 5.8 gradi Celsius tra il 1990 ed il 2100, ed il livello del mare aumenterà da 0.1 a 0.9 metri nello stesso periodo. L'ampia variabilità delle proiezioni è basata su differenti scenari che assumono differenti livelli di emissioni di CO2 nel futuro.